# Моніка Пуїг
Моніка Пуїг Марчан (ісп. Mónica Puig Marchán; 27 вересня 1993) — пуерториканська тенісистка, олімпійська чемпіонка.
Виступає на професійному рівні з 2010 року. Свою першу перемогу в турнірах WTA здобула на Internationaux de Strasbourg 2014. Станом на травень 2014 найкращим досягненням Пуїг у турнірах Великого шолома був вихід до четвертого кола Вімблдону 2013.
Золоту олімпійську медаль та звання олімпійського чемпіона Пуїг виборола на Олімпіаді 2016 в Ріо-де-Жанейро, здолавши на своєму шляху Гарбінє Мугурусу, Петру Квітову й Анджелік Кербер. Ця золота олімпійська медаль стала першою в історії для Пуерто-Рико.